# Kim Gu
Kim Gu (* 29. August 1876 in der Provinz Hwanghae, früheres Korea, heutiges Nordkorea; † 26. Juni 1949 in Seoul, Südkorea) war ein koreanischer Politiker und Unabhängigkeitsaktivist.

## Leben
Kim Gu wurde als einziger Sohn des Bauern Kim Soon-young (김순영) und seiner Frau Kwak Nack-won (곽낙원) geboren. Sein Geburtsname war Kim Chang-ahm (김창암; 金昌巖).
1893 schloss er sich der Donghak-Bewegung an. Im Jahre 1894 griff er mit seinen Mitstreitern die Befestigungsanlage von Haeju an, aber der Angriff schlug fehl. General An Tae-hoon (안태훈; 安泰勳; Vater von An Chung-gun) von den königlichen Truppen, sicherte den Rebellen einen sicheren Abzug zu, aber andere Truppen griffen sie an. Kim konnte entkommen und tauchte unter.
Im Februar 1896 tötete er den als Koreaner verkleideten Japaner Tsuchida Josuke (土田譲亮), da er glaubte, dass dieser an der Ermordung der koreanischen Königin Myeongseong beteiligt war. Danach wurde er festgenommen und in das Gefängnis von Haeju eingesperrt und gefoltert. 1898 konnte er aus dem Gefängnis fliehen und floh in den buddhistischen Tempel Magoksa. 1905 beteiligte er sich an den Massenprotesten gegen den Japan-Korea-Protektoratsvertrag in Seoul, durch die das Kaiserreich Korea Protektorat Japans wurde und seine Souveränität verlor. Er wurde ein führender Unabhängigkeitsaktivist gegen die japanische Herrschaft. 1911 plante er mit anderen Unabhängigkeitskämpfern die Ermordung des japanischen Generalgouverneurs der Provinz Chōsen Terauchi Masatake und kam erneut ins Gefängnis. Hier legte er seinen Geburtsnamen ab und nannte sich fortan Baekbom Kim Gu, wobei Baekbom (백범; 白凡) „gewöhnlicher Mensch“ bedeutet. So wollte er sich als einfachen koreanischen Bürger darstellen, der als nationaler Patriot handelte. Nach seiner Entlassung schloss er sich 1919 der Bewegung des ersten März an, die blutig niederschlagen wurde. Kim Gu ging ins Exil nach Shanghai und wurde zum Polizeiminister in der hier gegründeten Koreanischen Provisorischen Regierung. Im Juni 1923 wurde der 48-jährige Kim deren Premierminister. Von 1926 bis 1927 wurde er erstmals deren Präsident. Im Jahre 1930 gründete er die Koreanische Unabhängigkeitspartei. Er näherte sich infolge Japans Invasion der Mandschurei dem rechtsnationalen chinesischen Militär Chiang Kai-shek an. Nach Chiangs Rückzug 1938 nach Chongqing wurde er 1940 erneut Präsident der Provisorischen Regierung, und am 17. September 1940 wurde unter seiner Führung die Koreanische Befreiungsarmee (광복군; 光復軍) gegründet, die 1941 Japan und dem Deutschen Reich den Krieg erklärte.

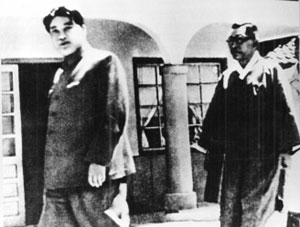
Kim Il-sung und Kim Gu (1948)

Nach der Niederlage Japans kehrte er 1945 nach Korea zurück. 1947 wurde er von Rhee Syng-man als Präsident der Provisorischen Regierung abgelöst, der 1948 auch erster Präsident von Südkorea wurde. Zuvor hatte sich Kim Gu am 20. April 1948 mit Kim Il-sung getroffen, um konkrete Schritte zu besprechen, die eine permanente Teilung Koreas verhindern sollten. Kim Gu war gegen die Staatsgründung Südkoreas im August 1948, bei der nur der südliche Teil der koreanischen Halbinsel unter Herrschaft dieser Regierung stand und dadurch die Teilung verfestigen würde. Damit stellte er sich gegen Rhee Syng-man. Er wurde am 26. Juni 1949 Opfer eines Attentats durch Ahn Doo-hee (안두희; 安斗熙), in dessen Folge er verstarb.
Posthum wird er in Nord- und Südkorea als nationaler Held geehrt.